# Borek (okres Pardubice)
Obec Borek se nachází v okrese Pardubice, kraj Pardubický, od Hradce Králové je obec vzdálena 10 km jižním směrem.
Žije zde 277 obyvatel. Vlastní zastavěné území je bohatě zastoupeno zelení a parčíky.

## Historie
Roku 1248 Přemysl Otakar II. vyjmul statky v okolí Pardubic jako Rokytno nebo Pohřebačka z pravomoci soudů a úřadů a zcela je osamostatnil. První písemná zmínka o obci je datována do roku 1436 v souvislosti s husitským vojevůdcem Divišem Bořkem, který mimo jiné vypálil i Opatovický klášter a obsadil Kunětickou horu.
Roku 1866 po bitvě na Chlumu přes obec táhlo pruské vojsko. Podle kronikáře obce se vojáci chovali velmi slušně a po přenocování pokračovali dál v cestě.
V roce 1919 v obci došlo k požáru ve stodole pana Šejvla. Ten nejspíše zavinil úplně shoření stodoly i s obilím díky vypalování rour benzínového motoru.

## Pamětihodnosti a vybavenost obce
Na rozsáhlé návsi se nachází obecní úřad. Na návsi je rovněž autobusová zastávka, kde staví ve vysokém počtu autobusy od Hradce Králové, Pardubic, Býště a Sezemic. Nedaleko zastávky se nachází pomník pana Votruby, který padl roku 1945. K obci patří obecní hřbitov a opravená kaple svatých Andělů strážných. V interiéru kaple byla do r. 2008 k vidění freska Poslední soud od významného výtvarníka Vojmíra Vokolka z r. 1965.
V rámci rozvoje obce dojde k rozšíření bytové zástavby včetně zajištění inženýrských sítí. Obec je kompletně plynofikována, je vybavena dešťovou kanalizací, rozvodem veřejného osvětlení a obecním rozhlasem. Samozřejmostí je kompletní pokrytí bezdrátovým vysokorychlostním internetem. V obci jsou rovněž provozovány: autodílna, truhlářství a drůbežárna. V roce 2013 byla dokončena výstavba nových chodníků a veřejného osvětlení.
Pro volnočasové aktivity je v obci k dispozici dětské hřiště a sportovní areál s klubovnou a dvěma nohejbalovými kurty. Součástí budovy obecního úřadu je tělocvična, která po rekonstrukci slouží k pořádání kulturních akcí a oslav i ke cvičení a je využívána pro stolní tenis. Z kulturních akcí v obci stojí za zmínku masopustní rej pořádaný 1x za dva roky, dětský maškarní rej, tradiční dětský den a Borek open – zahájení prázdnin, tradiční nohejbalové turnaje nebo dětská představení pohádek s následnou mikulášskou nadílkou.